# Nikolaï Kolli
Nikolaï Djemssovitch Kolli (en russe : Николай Джемсович Колли), né le 17 août 1894 et mort le 3 décembre 1966, à Moscou, est un architecte moderniste et constructiviste russe, fonctionnaire et urbaniste dans l'Union soviétique.

## Biographie
Kolli est né à Moscou, d'un père d'origine écossaise (James Colley) et a étudié à l'École de peinture, de sculpture et d'architecture de Moscou, puis à la Vkhoutemas de Moscou.
Il se fait remarquer en 1918 pour sa proposition d'un monument célébrant la victoire de l'Armée rouge sur le général tsariste Piotr Krasnov, sous la forme d'un coin rouge séparant un bloc de pierre blanche. Ce monument est devenu une image dont l'artiste Lazar Lissitzky s'est inspiré pour une de ses œuvres, Battre les Blancs avec la cale rouge.
Nikolaï Kolli est enterré au Cimetière de la Présentation, à Moscou.

### Modernisme
Nikolaï Kolli a étudié avec Ivan Joltovski comme l'un de ses « douze disciples ». À la fin des années 1920, il est devenu membre à la fois du Groupe OSA (Union des architectes contemporains d'Union soviétique) et du Congrès international d'architecture moderne (CIAM).
De 1928 à 1932, il a vécu à temps partiel à Paris, en aidant Le Corbusier dans ses travaux de constructions moscovites, tel que le bâtiment Tsentrosoyouz (bureaux de l'alliance coopérative centrale).

### Carrière
Nikolaï Kolli a enseigné à l'Université technique d'État de Moscou-Bauman (1924-1941) et à l'Institut d'architecture de Moscou (1931-1941).
Il a également dirigé la branche moscovite de l'Union soviétique des architectes de 1935 à 1951.

### Réalisations
Les œuvres de Nikolaï Kolli comprennent :
- DniproHES la centrale hydroélectrique sur le Dniepr, à Zaporijia, en 1927-1932, avec Viktor Vesnine
- Le bâtiment Tsentrosoyouz (bureaux de l'alliance coopérative centrale), à Moscou, (1928 - 1933), en collaboration avec Le Corbusier[1],[3].
- La station de métro moscovite Tchistye proudy, 1935[1].
- La station Park koultoury du métro de Moscou, 1935, avec S. G. Andrievski[1].
- La station de métro Paveletskaïa de Moscou, 1950,avec I. N. Kastel[1].